# SN 2023ixf
SN 2023ixf — сверхновая типа II (связанная с коллапсом ядра тяжёлой звезды) в галактике Вертушка (М101) в созвездии Большой Медведицы.
О первых наблюдениях сверхновой как транзиента с видимой звёздной величиной +14,9m сообщил японский астроном Коити Итагаки 19 мая 2023 года. По своим наблюдаемым параметрам объект сразу же был классифицирован как сверхновая типа II. Уже после сообщения об открытия тусклый объект со звёздной величиной +15,87m был обнаружен на фотографиях проекта Zwicky Transient Facility, полученных за десять часов до сообщения Итагаки.
Сверхновая находится на расстоянии 21 млн св. лет от Солнца около эмиссионной туманности NGC 5461, во внешнем рукаве спиральной галактики М101. До взрыва первоначальная звезда скорее всего представляла собой сверхгигант с абсолютной звёздной величиной в инфракрасном диапазоне −4,66m. После взрыва ядро звезды превратится или в нейтронную звезду, или в чёрную дыру при изначальной массе звезды больше 40 M☉.
По состоянию на 22 мая 2023 года видимая звёздная величина сверхновой составляет +10,8m, что позволяет наблюдать её в любительские телескопы в диаметром объектива 114 мм и более. Возможность любительских наблюдений объекта сохранится ещё на несколько месяцев.
SN 2023ixf — самая яркая и самая ближайшая к Земле сверхновая за последнее десятилетие. Более близкая сверхновая SN 2014J в галактике M 82 наблюдалась в 2014 году.